# Posztumusz
A posztumusz (a latin postumus szóból, gyakran előfordul a hibás poszthumusz alakban is) melléknévi jelzőt általában valakinek a halála után megvalósult jogosultságra, publikációra, elismerésre alkalmazzuk. Eredeti, főnévi értelme az öröklési jogban használatos. Határozói mondatrészként is alkalmazható, bár rag nem utal erre. Ilyenkor jelentése utószülött. Régies hangulatú, választékos kifejezés.

## Öröklési jogi értelemben
A posztumusz – utószülött, tehát apja halála után született gyermek. Az öröklési jogban jut jelentőséghez a római jog óta. A XII táblás törvény szerint a postumus öröklési képessége hiányzott mint bizonytalan személynek (persona incerta). Később már a római jogban is elismerték, hogy az örökhagyó apa halála után élve született gyermekét a törvényes öröklés szempontjából – ha ez számára előnyös – fogantatásáig visszamenőleg megszületettnek kell tekinteni.

## Szerzői művel kapcsolatban
Posztumusznak nevezik azt a szerzői művet, szellemi alkotást, ami csak alkotója halála után kerül nyilvánosságra. Ilyen értelemben beszélhetünk posztumusz regényről, kiadásról stb., így például Giuseppe Tomasi di Lampedusa A párduc című regénye posztumusz jelent meg.

## Díjjal, elismeréssel kapcsolatban
Posztumusznak nevezzük azt az elismerést (díjat, kitüntetést stb.), amit valakinek a halála után ítélnek oda, esetleg az életében odaítélt elismerést, halála után adják át az örökösöknek. Bármely területen elért kiemelkedő teljesítmény esetén előfordul. 
Példák:
- A sportban például Jochen Rindt osztrák autóversenyző a Formula–1 máig egyetlen posztumusz világbajnoki címét nyerte el, 1970-ben.
- Martin Luther Kinget az Amerikai Egyesült Államokban a Kongresszus 2004-ben posztumusz tüntette ki a Kongresszusi Aranymedállal.
- A Medal of Honort is gyakran adományozzák posztumusz jelleggel.
- Hősi halált halt katonáknak (például a 2008-ban, Afganisztánban elesett Nemes Krisztiánnak) is posztumusz elismerést adományoznak, előléptetésük mellett.
- A 2006. augusztus 8-ai tűznél, ami a  Budapesti Műszaki és Gazdaságtudományi Egyetemközpont "K" épületében ütött ki, három hősies halált halt tűzoltót is posztumusz jelleggel illették. (Horváth Ákost és Reppman Károlyt posztumusz tűzoltó hadnaggyá, Pintér Gábort posztumusz tűzoltó főhadnaggyá nyilvánították.)
- A 2023. január 12-i Újbudai rendőrgyilkosságban elhunyt Baumann Pétert még aznap, Magyarország belügyminisztere, Pintér Sándor (rendőrtiszt) posztumusz rendőrfőhadnaggyá nevezte ki.